# کارل-هاینز لویک
کارل-هاینز لویک (انگلیسی: Karl-Heinz Luck؛ زادهٔ ۲۸ ژانویهٔ ۱۹۴۵) از برندگان مدال‌های بازی‌های المپیک زمستانی اهل آلمان است.